# 114027 Malanushenko
114027 Malanushenko è un asteroide della fascia principale. Scoperto nel 2002, presenta un'orbita caratterizzata da un semiasse maggiore pari a 2,6801862 UA e da un'eccentricità di 0,0380514, inclinata di 9,37344° rispetto all'eclittica.